# Eilema costalba
Eilema costalba là một loài bướm đêm thuộc phân họ Arctiinae, họ Erebidae.